# Stockdale (Ohio)
Stockdale es un lugar designado por el censo ubicado en el condado de Pike en el estado estadounidense de Ohio. En el Censo de 2010 tenía una población de 135 habitantes y una densidad poblacional de 97,61 personas por km².

## Geografía
Stockdale se encuentra ubicado en las coordenadas 38°57′28″N 82°51′27″O / 38.95778, -82.85750. Según la Oficina del Censo de los Estados Unidos, Stockdale tiene una superficie total de 1.38 km², de la cual 1.38 km² corresponden a tierra firme y (0%) 0 km² es agua.

## Demografía
Según el censo de 2010, había 135 personas residiendo en Stockdale. La densidad de población era de 97,61 hab./km². De los 135 habitantes, Stockdale estaba compuesto por el 99.26% blancos, el 0% eran afroamericanos, el 0.74% eran amerindios, el 0% eran asiáticos, el 0% eran isleños del Pacífico, el 0% eran de otras razas y el 0% pertenecían a dos o más razas. Del total de la población el 0% eran hispanos o latinos de cualquier raza.